# Nicandro de Esparta
Nicandro (griego antiguo Nίκανδρος, transl. Níkandros) fue un rey de Esparta (c. 750-720 a. C.), de la dinastía de los Euripóntidas. 
Reinó durante los tiempos de las guerras mesenias. Sucedió a su padre Carilo o Carilao. Compartió el trono con el monarca Teleclo, de la dinastía de los Agíadas. A su muerte le sucedió su hijo Teopompo.